# 환생

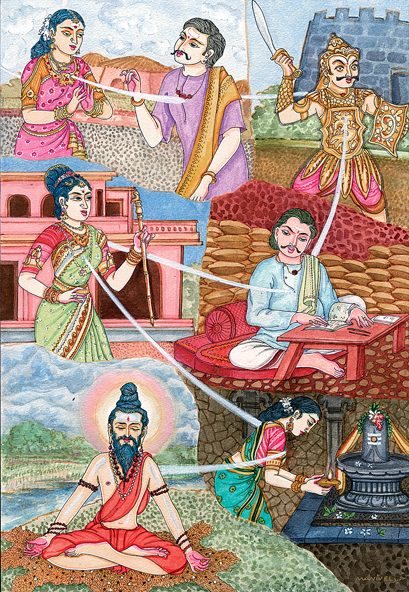

환생(還生, 영어: reincarnation)은 죽은 생명체가 다시 태어나는 것으로 불교에서는 윤회라는 말과 함께 자주 쓰이고 일부의 다른 종교에서도 종교적 내용을 언급할 때 함께 쓰인다. 현재까지 환생이 과학적으로 증명된 사례는 없다.

## 불교종파라마교의 환생
모든 라마교 신자들은 달라이 라마가 죽어도 환생해서 돌아온다는 생각을 가지고 있었다. 특히 제14대 달라이 라마는 어릴 때에 현신으로 발견되었다. 제13대 달라이 라마가 임종 직전에 자신의 환생을 예고하였다. 그 후 제13대 달라이 라마의 유언에 따라 라마들은 ‘앞에 호수가 있는 하얀색의 집’을 찾아 나섰다. 1935년에 암도 지방에서 그 집을 발견하였는데, 그 곳에 라모 돈드럽이 있었다. 그때 관리가 라마라는 것을 돈드럽은 알아챘으며 라마들의 이름을 알아맞추었다고 한다. 그리고 돈두럽을 라싸로 신자들이 데려와서 큰 북과 작은 북을 각각 한 개씩 가지고 왔는데 놀랍게도 작은 북을 집었다. 그 북은 13대 달라이 라마가 자신의 시종을 부를 때 사용하던 북이었다. 이렇게 해서 달라이 라마의 환생은 재증명되었다.

## 이슬람교알라위파의 환생
중동종교 중 하나인 유일신인 하나님(알라)를 섬기는 이슬람교의 한 종파인 알라위파가 있는데 알라위파는 죽기 전 동안 지상에서의 행위가 어땠느냐에 따라 다음 생에서 지상에서의 환생 결과가 정해진다고 믿는다.
현재 시리아 정부군 등, 그 종파를 믿는 민족은 자신들이 원래 하늘의 별이거나 신성한 빛이었지만, 불복종으로 인해 천국으로 돌아갈 때까지 반복된 환생을 겪어야 한다고 본다

## 환생에 관한 연구
환생 연구는 영혼불멸설에서 주장하는 환생이 실재하는지를 과학적으로 연구하여 입증하려는 시도를 말한다. 이언 스티븐슨 교수의 <어떤 아이들의 전생 기억에 관하여>는 환생을 연구한 책이다.

## 같이 보기
- 윤회
- 영혼교체(영어판)
- 달라이 라마
- 내세
- 전생